# مهربان علیوا
مهربان عارف قیزی علیِوا پاشایوا (به ترکی آذربایجانی: Mehriban Arif qızı Əliyeva Paşayeva؛ زادهٔ ۲۶ اوت ۱۹۶۴ در باکو) سیاستمدار آذربایجانی است که از فوریه ۲۰۱۷ به عنوان نخستین معاون رئیس‌جمهور جمهوری آذربایجان و از سال ۲۰۰۳ به عنوان بانوی اول آذربایجان فعالیت می‌کند. او همسر الهام علی‌اف رئیس‌جمهور کنونی این کشور است.

## زندگی

### تولّد
مهربان علیوا (مهربان پاشایوا) به سالِ ۱۹۶۴ میلادی در یکی از قدرتمندترین خانواده‌ها در جمهوری آذربایجان در شهر باکو متولد شد. وی از طرف پدری اصالتاً اهل روستای اندبیل (خلخال) در ۳ کیلومتری نزدیک شهرستان خلخال استان اردبیل و پدربزرگش میرجلال پاشایف نویسنده ایرانی-آذربایجانی، است. خانواده وی از نزدیکان دولت جمهوری آذربایجان هستند. حافظ پاشایف، نخستین سفیر جمهوری آذربایجان در ایالات متحده آمریکا عموی وی، پدرش، عارف پاشایف نیز رئیس آکادمی ملی حمل و نقل هوایی در باکو بود. مادرش آیدا ایمان‌قلیوا یک زبان‌شناسی برجسته به‌شمار می‌رود.

### ازدواج
علیوا پس از اتمام دوره متوسطه در سال ۱۹۸۱، در تاریخ ۲۲ دسامبر ۱۹۸۳ با الهام علی‌اف فرزند حیدر علی‌اف ازدواج کرد.

### فرزندان
مهربان علیوا صاحب سه فرزند است. دو دختر به نام‌های لیلا (زاده ۱۹۸۵ در مسکو) و آرزو (زاده ۱۹۸۹) و پسری به نام حیدر (زاده ۱۹۹۷) دارد. در بین فرزندانش، لیلا علیوا سردبیر مجله باکو که توسط تاجر آذربایجانی-روس به نام آراز آقالاروف منتشر می‌شود را برعهده دارد. او با پسر آراز، امین آقالاروف خواننده و تاجر آذربایجانی-روس ازدواج کرد. و در مه سال ۲۰۱۵ با داشتن سه فرزند از او جدا شد.

### زندگی شخصی
او به عنوان فردی شهرت یافته که به زندگی لوکس عادت دارد.

## تحصیلات

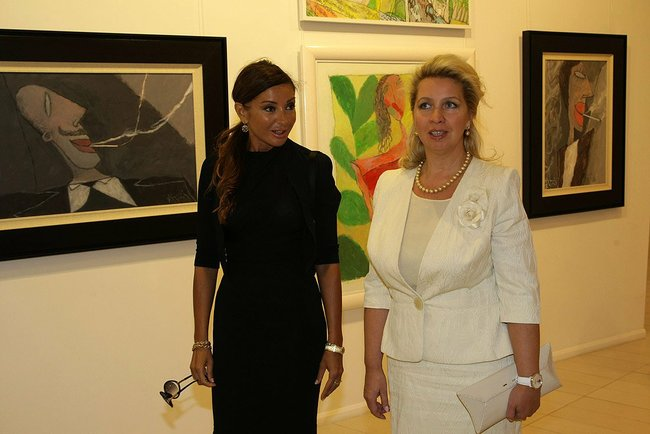
به همراه سوتلانا مدودف (همسر دمیتری مدودف) در موزه هنر مدرن باکو

وی تحصیلات خود را در دانشگاه علوم پزشکی آذربایجان ادامه داد. او در سال ۱۹۸۸ از آکادمی سچنوف مسکو در رشته پزشکی، دانش‌آموخته شد. در بین سال‌های ۱۹۸۸–۱۹۹۲ در بخش چشم آکادمی پزشکی مسکو که توسط میخائیل کراسنوف رهبری می‌شد، مشغول به کار شد. روزنامه تایمز بریتانیا در سال ۲۰۰۵ وی را به عنوان پزشک و چشم‌پزشک پیشین یاد کرده است.

## سیاست
بنا به نوشته مجله ساندی تایمز، مهربان علیوا یکی از پرنفوذترین و قدرتمندترین شخصیت‌های دولت جمهوری آذربایجان است. لس‌آنجلس تایمز، مهربان علیوا را یکی از عوامل گسترده در موفقیت همسرش در پست ریاست جمهوری شمرده است.
او در ۲۱ فوریه ۲۰۱۷ از سوی همسرش به عنوان اولین معاون اول تاریخ جمهوری آذربایجان انتخاب شد. این انتصاب به عنوان قبضه بیشتر قدرت در دست خانواده علی‌اف تلقی شده است.

## جوایز و افتخارات

### افتخارات و جوایز ملی
- جمهوری آذربایجان – چهره عمومی 2004[۱۰][۱۱]
- جمهوری آذربایجان – نشان حیدر علی‌اف[۱۲][۱۳]
- جمهوری آذربایجان – شخص سال 2005[۱۴]
- جمهوری آذربایجان – زن سال (2005)[۱۵]
- جمهوری آذربایجان – شخص 2015[۱۶]
- جمهوری آذربایجان – افتخار قزاق[۱۷]
- جمهوری آذربایجان – مدال آکادمیسین میکائیل حسینف (2017)[۱۸]
- جمهوری آذربایجان – مدال افتخاری اوزیر حاجی بایلی[۱۹]

### افتخارات خارجی
- فرانسه – لژیون دونور[۲۰][۲۱]
- کویت – دیپلم افتخار دولت کویت
- پاکستان – هلال پاکستان
- لهستان – نشان شایستگی جمهوری لهستان[۲۲]
- صربستان – Sretenjski Orden[۲۳]
- روسیه – صلیب سرخ بشردوستان بنیاد خیریه بین‌المللی قرن روسیه[۲۴]
- روسیه – جایزه بین‌المللی قلب طلایی[۲۵]
- روسیه – نشان خدمات به منطقه آستراخان[۲۶]
- سوئیس – مدال طلای کرانس[۲۷]
- سوئیس – “Prix de la Fondation” از فوروم کرانس مونتانا[۲۸]
- پاکستان – نماد انسانیت - شخص سال 2012[۲۹]
- پاکستان – جایزه کمال زن شهید بی نظیر بوتو - 2013[۳۰]
- یونان – جایزه الپیدا[۳۱]
- مجارستان – نشان صلیب فرمانده جمهوری مجارستان[۳۲]
- بلغارستان – دیپلم شهروند افتخاری ولیکو ترنوو[۳۳][۳۴]
- روسیه – نشان درجه دوی قدیس شاهدخت الگای کلیسای ارتدکس روسی[۳۵][۳۶][۱۰]
- ایتالیا – صلیب شوالیه اعظم نشان شایستگی جمهوری ایتالیا (12 July 2018)[۳۷][۳۸]
- روسیه – نشان دوستی (۱۳ اوت 2019)[۳۹][۴۰]
- واتیکان – محفل پاپ پیوس نهم، صلیب اعظم بانو (22 February 2020)[۴۱]

#### سازمان‌های بین‌المللی
- سفیر حسن نیت یونسکو
- سفیر حسن نیت آیسسکو
- جایزه سازمان جهانی بهداشت[۴۲]
- مدال موتسارت یونسکو[۴۳]
- نشان عالی کمیته المپیک اروپا[۴۴]

### مدارک افتخاری
- بلغارستان – دکترای افتخاری Veliko Tarnovo University[۳۳][۳۴]
- روسیه – استاد افتخاری I.M. Sechenov First Moscow State Medical University[۴۵]
- اسرائیل – دکتر افتخاری آکادمی پزشکی اسرائیل[۴۶]